# Wimbledon F.C.
Wimbledon Football Club – angielski klub piłkarski z siedzibą w Londynie, założony w 1889 roku, a następnie przemianowany w 2004 r. na MK Dons.

## Historia
Klub został założony w południowo-zachodnim Londynie w 1899 r.  w dzielnicy Wimbledon. Od 1912 do 1991 r. zespół rozgrywał swoje mecze na stadionie Plough Lane. Pierwotnie nosił nazwę Wimbledon Old Centrals.
W 1977 Wimbledon F.C. został członkiem Football League. W 1986 zespół uzyskał awans do najwyższej klasy rozgrywkowej w Anglii, Division One, przemianowaną na Premier League w 1992, w której występował do sezonu 1999/2000. Największy sukces klubu to zdobycie Pucharu Anglii w 1988. W 1991 klub z powodów infrastrukturalnych przeniósł się z Plough Lane na Selhurst Park, stadionu ówczesnego największego rywala, Crystal Palace. W 2003 klub został przeniesiony do miasta Milton Keynes, grając jeden sezon jako Wimbledon FC, zanim w 2004 roku zmieniono nazwę na MK Dons.
Duża część kibiców niezadowolona z sytuacji w klubie w 2002 stworzyła nowy klub pod nazwą AFC Wimbledon. Po trudnych negocjacjach stowarzyszenia niezależnych kibiców AFC Wimbledon i MK Dons MK zrzekł się wszelkich praw do trofeów oraz do historii Wimbledon F.C. na rzecz London Borough of Merton.

## Sukcesy
- FA Cup(1): 1988
- Fourth Division(1): 1983
- Anglo Italian Cup(1): 1976
- FA Amateur Cup(1): 1963
- Southern League
- Mistrzowie Premier Division: 1975, 1976, 1977
- Southern League Cup
- Isthmian League

Mistrzowie: 1930-31, 1931-32, 1934-35, 1935-36, 1958-59, 1961-62, 1962-63, 1963-64 
- Isthmian League Division One

Mistrzowie: 2004-2005
- Combined Counties League

Mistrzowie: 2003-2004
- London Senior Cup

Zwycięzcy: 1930-31, 1933-34, 1961-62, 1974-75, 1976-77 
- Clapham League

Mistrzowie(2): 1896-97 (unbeaten); 1900-01; 
- South Western Cup

Zwycięzcy (1): 1900-01; 
- Surrey Senior Cup

Zwycięzcy (4): 1935-36; 1939-40; 1948-49; 1954-55; 
- Surrey Charity Shield

Zwycięzcy (5): 1924-25; 1925-26; 1926-27; 1930-31; 1934-35; 
- Surrey Combination Cup

Zwycięzcy (2): 1928-29; 1930-31; 
- London Charity Cup

Zwycięzcy (3): 1935-36; 1949-50; 1951-52; 
- South London Charity Cup

Zwycięzcy (2): 1905-06; 1930-31; 
- South Western Charity Cup

Zwycięzcy: 1930-31; 
- South of the Thames Cup

Zwycięzcy (4): 1953-54; 1960-61; 1961-62; 1962-63; 
- Herald League

Mistrzowie (1): 1896-97; 
Herald Cup 
Zwycięzcy (1): 1900-01;

## Europejskie puchary
Legenda do wszystkich tabel:
- Q – runda eliminacyjna, 1/16, 1/8, 1/4, 1/2 – odpowiednia faza rozgrywek, Grupa – runda grupowa, 1r gr – pierwsza runda grupowa, 2r gr – druga runda grupowa, F – finał, R – runda, PO – play-off
- k. – rzuty karne, los. – losowanie, Dogr. – dogrywka, w. – zasada bramek strzelonych na wyjeździe

| Sezon | Rozgrywki        | Runda    | Przeciwnik        | Dom | Wyjazd | Ogólnie    |
| ----- | ---------------- | -------- | ----------------- | --- | ------ | ---------- |
| 1995  | Puchar Intertoto | Grupa 10 | Bursaspor         | 0–4 |        | 4. miejsce |
| 1995  | Puchar Intertoto | Grupa 10 | Košice            |     | 1–1    | 4. miejsce |
| 1995  | Puchar Intertoto | Grupa 10 | Beitar Jerozolima | 0–0 |        | 4. miejsce |
| 1995  | Puchar Intertoto | Grupa 10 | Royal Charleroi   |     | 0–3    | 4. miejsce |